# Sans Pareil (1793)
Sans Pareil (1793) — 80-пушечный французский линейный корабль, впоследствии британский HMS Sans Pareil 3 ранга. Первый британский корабль, названный Sans Pareil.

## Во французской службе
Построен брестским арсеналом. Заложен в августе 1790 года. Спущен на воду 8 июня 1793 года. Назван французами в честь предыдущего Sans Pareil («Бесподобный»).
Во время Французских революционных войн вышел в мае 1794 года (капитан Жан-Франсуа Куран, фр. Jean-François Courand) с атлантической эскадрой, в качестве флагмана контр-адмирала Нейи (фр. Joseph-Marie Nielly). В составе эскадры взял HMS Castor (капитан Трубридж) сопровождавший конвой с Гернси на Ньюфаундленд.

Французский флот 1 июня 1794 года. Sans Pareil второй справа

Уже как рядовой корабль (Нейи перенес флаг на Républicain) сражался и был захвачен британцами при Первом июня. При прорыве линии французов HMS Royal George снес бушприт, фок- и бизань-мачты Sans Pareil, после чего тот попал под огонь HMS Glory и потерял также грот-мачту. Сдался HMS Majectic (пленный Трубридж лично спустил флаг). Потери оценочно 120 убитых и 260 раненых. Приведен в Портсмут (с помощью Трубриджа и 50 человек с Castor), демонстрировался публике среди призов.

## В британской службе
В 1794 году обмерен на верфи в Портсмуте, с него сняты чертежи. Взят в Королевский флот как HMS Sans Pareil (80), присвоен 3 ранг.
Вступил в строй в марте 1795 года, капитан (с 1 июня контр-адмирал) лорд Хью Сеймур (англ. Hugh Seymour); с августа капитан Уильям Брауэлл (англ. William Browell), флагман лорда Сеймура, Флот Канала; 22 июня с эскадрой лорда Бридпорта был у острова Груа, вёл бой с Formidable (74) и Peuple Souverain (110), потерял 10 человек убитыми, 2 ранеными.
Продолжал службу в блокадной эскадре у французских берегов. Сеймур (с осени 1795 лорд Адмиралиейства) время от времени возвращался на корабль, держал на нём свой флаг.
25 декабря 1796 года, при попытке в шторм покинуть Спитхед, столкнулся с HMS Prince; после разбирательства вина возложена на офицеров Prince.
С января 1799 года капитан Аткинс (англ. Atkins); август, капитан Чарльз Пенроз (англ. Charles Penrose); осенью под флагом Сеймура ушёл в Вест-Индию.
Где-то в 1800—1801 году взял испанский приватир, бриг Guachapin, позже взятый в британскую службу (возможно он же — «купец» Guakerpin из Сантандера в 165 тонн, 10 пушек и 38 человек, взятый 9 апреля 1800 года).
27 марта 1800 года взял два французских корсара — малые шхуны Pensée (4) и Sapajon (6); обе вышли с Гваделупы в поиск к Пуэнт-а-Питр.
11 сентября 1801 года адмирал Сеймур умер от тропической лихорадки; капитан Пенроз оставил командование по состоянию здоровья (солнечный удар); корабль принял капитан Уильям Эссингтон (англ. William Essington), под флагом адмирала Ричарда Монтегю (англ. Richard Montague).
4 сентября 1802 года вернулся в Плимут; выведен в резерв и рассчитан.
1805 — встал в 18-месячный ремонт и оснащение; перевооружён по схеме:
- гон-дек: 30 × 24-фн пушек
- опер-дек: 30 × 24-фн пушек
- шканцы: 2 × 24-фн пушки + 12 × 24-фн карронад
- бак: 2 × 24-фн пушки + 4 × 24-фн карронады

1807 — превращён в плавучую тюрьму в Плимуте.
С октября 1810 года — блокшив и мачтовый кран там же.
В декабре 1842 года разобран.